# Unihockey Prime League (ženský florbal)
Unihockey Prime League Women (podle sponzora také Lidl Unihockey Prime League Women, zkráceně L-UPL Women) je nejvyšší florbalová soutěž žen ve Švýcarsku. Liga se skládá z 10 týmů. Poprvé se hrála v sezóně 1986/1987.
Vítěz ligy má právo reprezentovat Švýcarsko na Poháru mistrů.
Nejúspěšnějším týmem ligy s 18 tituly, posledním z roku 2011, je Red Ants Winterthur.  V poslední sezóně 2024/2025 zvítězil celkem podvanácté a pošesté v řadě tým Kloten-Dietlikon Jets.

## Historie
Od roku 1995 se soutěž jmenovala National League A (NLA). V sezónách 2007/2008 až 2012/2013 změnila název podle sponzora na Swiss Mobiliar League (SML). Po té se vrátila k NLA. Na současné jméno v souvislosti s novým sponzorem přešla od sezóny 2022/2023.
Mezi lety 2007 a 2017 hrálo v soutěži jen osm týmů. Superfinále, tedy jediný zápas o mistrovský titul, se poprvé hrálo v roce 2015.

## Systém soutěže
V základní části, která se koná přibližně od září do března, se všechny týmy dvakrát utkají každý s každým (celkem 18 kol). Za vítězství získává tým 3 body, za vítězství v prodloužení 2 body a za prohru v prodloužení 1 bod.
Po skončení základní části postupuje prvních osm týmů do čtvrtfinále play-off, které začíná většinou v březnu a vrcholí v dubnu. Pro čtvrtfinále si první tři týmy postupně volí soupeře z druhé čtveřice. Dvojice pro semifinále jsou určené pořadím v základní části. Čtvrtfinále a semifinále se hrají na čtyři vítězné zápasy. Ve finále se hraje jen jeden zápas, který se koná dohromady s finále mužské ligy, v rámci akce zvané Superfinal. Vítěz ligy postupuje na Pohár mistrů. Pokud v lize i Švýcarském poháru zvítězí stejný tým, postupuje i vicemistr ligy. Finalisté ligy a poháru proti sobě hrají v Supercupu.
Poslední dva týmy základní části spolu hrají o udržení, také na čtyři vítězné zápasy. Vítěz zůstává v lize. Poražený hraje baráž proti vítězi National League B (NLB) na tři vítězné zápasy.

## Aktuální kluby
V sezóně 2024/2025:
- FB Riders DBR
- Kloten-Dietlikon Jets
- piranha chur
- Red Ants Winterthur
- Skorpion Emmental Zollbrück
- UHC Laupen ZH
- Unihockey Berner Oberland
- WASA St. Gallen
- Wizards Bern Burgdorf
- Zug United

## Předchozí vítězové
Vítězové v jednotlivých sezónách:
| - 1987 – HC Rychenberg Winterthur - 1988 – HC Rychenberg Winterthur - 1989 – HC Rychenberg Winterthur - 1990 – BTV Chur - 1991 – HC Rychenberg Winterthur - 1992 – HC Rychenberg Winterthur - 1993 – HC Rychenberg Winterthur - 1994 – HC Rychenberg Winterthur - 1995 – HC Rychenberg Winterthur - 1996 – HC Rychenberg Winterthur - 1997 – HC Rychenberg Winterthur - 1998 – HC Rychenberg Winterthur - 1999 – HC Rychenberg Winterthur - 2000 – HC Rychenberg Winterthur - 2001 – Red Ants Rychenberg Winterthur - 2002 – Red Ants Rychenberg Winterthur - 2003 – UHC Dietlikon - 2004 – Red Ants Rychenberg Winterthur - 2005 – Red Ants Rychenberg Winterthur - 2006 – UHC Dietlikon | - 2007 – UHC Dietlikon - 2008 – UHC Dietlikon - 2009 – UHC Dietlikon - 2010 – piranha chur - 2011 – Red Ants Rychenberg Winterthur - 2012 – piranha chur - 2013 – piranha chur - 2014 – piranha chur - 2015 – piranha chur - 2016 – piranha chur - 2017 – UHC Dietlikon - 2018 – piranha chur - 2019 – Kloten-Dietlikon Jets - 2020 – sezóna nebyla dohrána - 2021 – Kloten-Dietlikon Jets - 2022 – Kloten-Dietlikon Jets - 2023 – Kloten-Dietlikon Jets - 2024 – Kloten-Dietlikon Jets - 2025 – Kloten-Dietlikon Jets |

| Tým                   | Počet titulů | Poslední titul |
| --------------------- | ------------ | -------------- |
| Red Ants Winterthur   | 18           | 2010/2011      |
| Kloten-Dietlikon Jets | 12           | 2024/2025      |
| piranha chur          | 8            | 2017/2018      |

## České medailistky
- Jana Christianová (Red Ants Rychenberg Winterthur – 2011 )
- Eliška Chudá (Skorpion Emmental Zollbrück – 2025 )
- Nela Jiráková (Piranha Chur – 2022 )
- Natálie Martináková (Kloten-Dietlikon Jets – 2019 , 2021 )
- Denisa Ratajová (Zug United – 2023 , 2024 , 2025 )
- Martina Řepková (Piranha Chur – 2022 , Zug United – 2024 , 2025 )
- Ivana Šupáková (Zug United – 2023 , 2024 , 2025 )